# (7212) Artaxerxes
(7212) Artaxerxes (2155 T-2) – planetoida z pasa głównego asteroid okrążająca Słońce w ciągu 3 lat i 181 dni w średniej odległości 2,3 j.a. Została odkryta 29 września 1973 roku.